# 1187 w polityce
Wydarzenia polityczne w 1187 roku.

## Wydarzenia
- 4 lipca Saladyn zwyciężył w bitwie pod Hattin, zajął Jerozolimę i Królestwo Jerozolimskie, z wyjątkiem Tyru, Trypolisu i Antiochii[1][2][3].
- Biskup praski otrzymał uprawnienia księcia Rzeszy[1].

## Zmarli
- Grzegorz VIII, papież[4].